# Oscar des meilleurs effets d'ingénierie
L’Oscar des meilleurs effets d'ingénierie (Academy Award for Best Engineering Effects) est une récompense cinématographique américaine décernée une seule fois, en 1929 lors de la première cérémonie des Oscars, par l'Academy of Motion Picture Arts and Sciences (AMPAS), laquelle décerne également tous les autres Oscars.
Cependant, plusieurs catégories qui sont apparues par la suite récompensèrent les nombreux efforts cachés nécessaires à la réalisation d'un film. C'est le cas par exemple de l'Oscar pour le meilleur son et de l'Oscar technique ou scientifique, apparu trois ans plus tard.

## Palmarès
Note : L'année indiquée est celle de la cérémonie, récompensant les films tournées au cours de l'année précédente. Le lauréat est indiqué en tête de chaque catégorie et en caractères gras.
- 1929 : Les Ailes (Wings) – Roy Pomeroy
  - Nugent Slaughter – Pas de film en particulier
  - Ralph Hammeras – Pas de film en particulier